# Sasaki Takauji

Sasaki Takauji (佐々木高氏, [[[1306]] - 1373] Erro: {{japonês}}: texto da transliteração contém caractere não latino (pos 19) (ajuda)) , também conhecido pelo seu nome religioso Sasaki  Dōyō, foi poeta , guerreiro, e burocrata do período Muromachi da história do Japão .

## Vida
Nascido na província de Ōmi filho de Sasaki Takashi o quarto líder do Clã Kyōgoku, Sasaki Takauji inicialmente foi vassalo do Shikken Hōjō Takatoki, em 1331 passa a apoiar o Shogun Ashikaga Takauji a derrubar a Restauração Kemmu (onde o Imperador Go-Daigo procurou recuperar o poder real) e a instituir o Shogunato Ashikaga . 
Durante este período em que serviu o shogunato, Takauji foi shugo (governador militar) de seis províncias (Wakasa, Ōmi, Izumo, Kazusa, Hida e Settsu) e atuou numa série de outros cargos importantes . 
Ele também foi conhecido por sua poesia waka e renga, contribuindo com 81 de seus poemas para a primeira antologia imperial de renga, a Tsukubashū . 
Ele é retratado no épico Taiheiki como um modelo de elegância e luxo, e como a quintessência aristocrata militar. Ele exemplifica o extremo gosto extravagante conhecido como "Basara" onde "o amor ao extraordinário e o acúmulo de objetos era primordial" .
| Precedido por Rokkaku Ujiyori | 8º Shugo da Província de Ōmi (1336 - 1338) | Sucedido por Rokkaku Ujiyori |